# Freiherr-vom-Stein-Schule (Eltville am Rhein)
Die Freiherr-vom-Stein-Schule ist eine Grundschule in Eltville am Rhein im Rheingau.

## Geschichte
Auf Beschluss der Reichsschulkonferenz 1920 wurde die damalige Volksschule Eltville als Vorläufer der heutigen Freiherr-vom-Stein-Schule gegründet. 1946 beschloss die Stadt einen Schulneubau, der 1950 in der Adolfstraße begonnen und erst 1959 vollendet wurde. Zum Anlass des 200. Geburtstages des Reichsfreiherrn vom und zum Stein erhielt die Schule 1957 ihren heutigen Namen. Zu Beginn des Schuljahres 1964/65 wurde die bisherige acht Klassenstufen umfassende Volksschule um das zusätzliche neunte Pflichtschuljahr erweitert und im Rahmen des Hamburger Abkommens zur Hauptschule umgewandelt. Damit einher ging auch die Abtrennung der Sonderschule von der Volksschule, so dass 1. April 1964 die Sonderschule Eltville als Peter-Jordan-Schule selbständig wurde. 1970 erhielt die Freiherr-vom-Stein-Schule eine eigene Turnhalle. 1981 richtete die Schule eine Kleinklasse für verhaltensauffällige Kinder ein. Vier Jahre später gab es eine Vorklasse für schulpflichtige, aber noch nicht schulreife Schüler. 2005 wurde die Hauptschule mit der Walluftalschule am Standort in Walluf zusammengelegt, die drei Jahre später ebenfalls aufgelöst wurde; die Hauptschulbildung des gesamten Rheingaus wurde in der Reformschule Oestrich-Winkel zusammengelegt. Seit 2005 ist die Freiherr-vom-Stein-Schule eine reine Grundschule.

## Besonderheiten
Seit dem Schuljahr 2007/2008 besitzt die Schule das Gütesiegel einer „hochbegabungsfördernden Schule“. Seit 2012 gehört der ambulante Sprachheilunterricht zu den Besonderheiten Schule.

## Schulleiter
- 1944–1952: Albert Hummerich
- 1953–1960: Heinrich Scherdel
- 1960–1969: Konstantin Kennis
- 1970–1976: Elmar Drott
- 1977–1988: Paul Manfred Leimeister
- 1989–1997: Jörg-Detlef Zieße
- 1999–2008: Monika Schaller
- 2010–  : Katja Dülfer (Stand 2025)[7]